# Judenstrafe

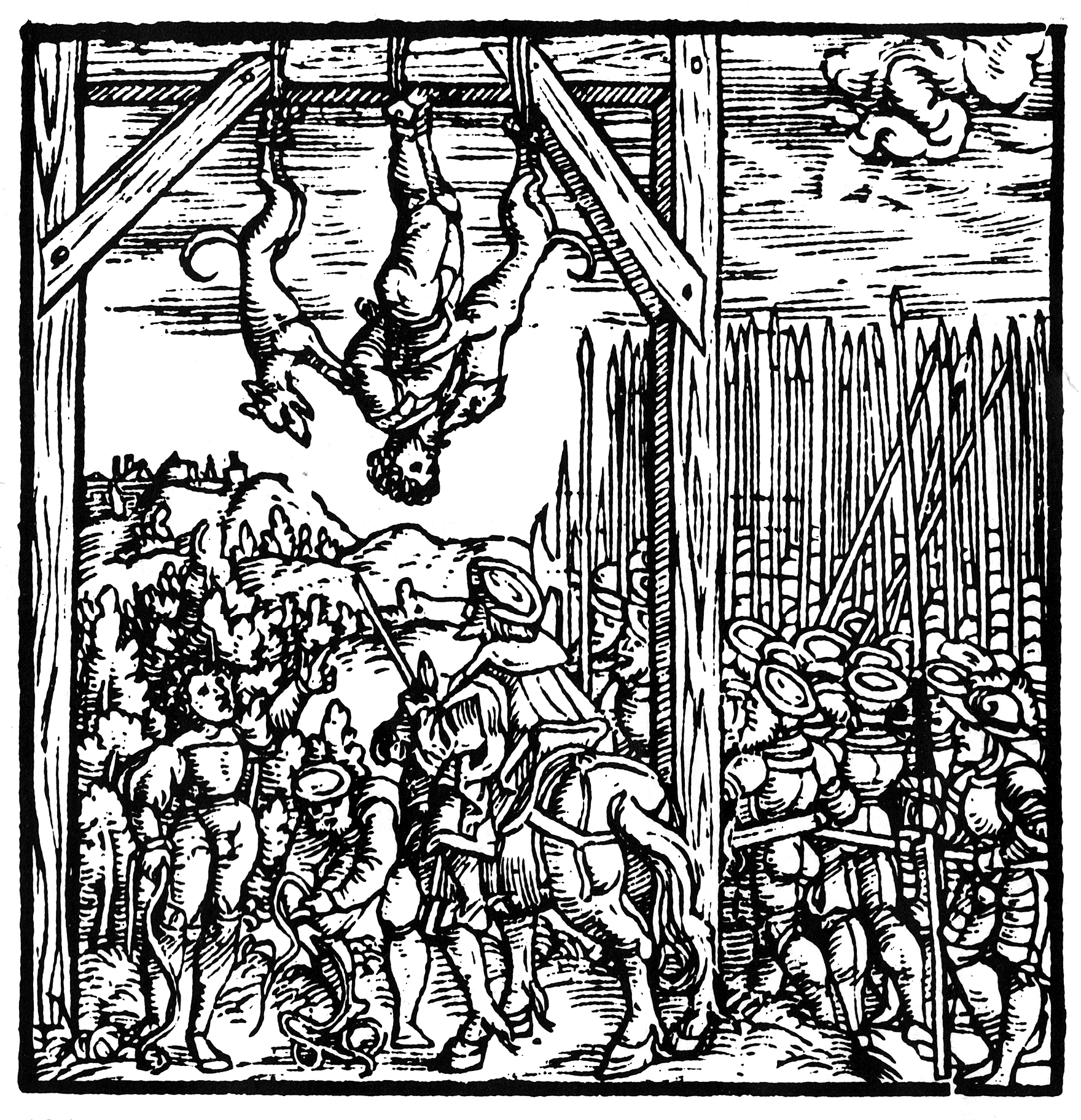
Johann Stumpf war im Jahre 1553 in Weißenstein in Schwaben Zeuge, wie ein Jude mit zwei Hunden gehängt wurde. Holzschnitt von 1568

Die Judenstrafe, auch Judengalgen, war eine Sonderform des Hängens kopfüber ohne Strangulation.

## Geschichte
Das verkehrte Hängen findet sich, genauso wie das Hängen mit Hunden, zuerst im 9. Jahrhundert in al-Andalus und um das Jahr 1000 in Italien, von wo diese Praxis nach Deutschland gelangte. Sie wurde auch in den Niederlanden praktiziert.
Die Ursprünge der Strafverschärfung durch Beigabe von Hunden liegen im Dunkeln. Gemäß der Tora galten Hunde als rituell unreine Tiere, die auch nicht als Haustiere gehalten werden durften. Mit diesen unreinen Tieren gemeinsam sterben zu müssen, galt in den Augen religiöser Juden als zusätzliche Schande des Delinquenten. Ferner mag der gemeinsame Tod mit Tieren als besonders drastische Art des Ausschlusses aus der sozialen Gemeinschaft empfunden worden sein.

## Praktik
Man hängte jüdische Verbrecher an den Füßen auf, manchmal zusammen mit zwei Hunden.
Der deutsche Jurist Ulrich Tengler (1447–1511) schreibt in seinem Laienspiegel dazu, die Judenstrafe bedeute, „den Juden zwischen zweyen wuetenden oder beissenden hunden zu der gewonlichen gerichtsstatt ziehen […] mit dem strang oder ketten bei seinen füssen an einem besondern galgen zwischen die hund nach verkerter maß hencken“. Dabei diente diese Form der Hinrichtung allein als Strafverschärfung für von einem Juden begangenen schweren Diebstahl, für den allgemein das schimpfliche Hängen als Strafe vorgesehen war.
Der lutherische Theologe Jakob Andreae († 1590) berichtet von einem Fall, bei dem die kirchliche Obrigkeit – zuletzt er selbst – den bereits von den Hunden angefallenen Delinquenten zu bekehren versuchte, damit dieser sich die Sündenvergebung sichere, d. h. die Abwendung der ewigen Strafe. Der zum Tode Verurteilte ließ sich daraufhin taufen. Die zeitlich-irdische Strafe bestand nun darin, dass man ihn – gewissermaßen strafmildernd – am Halse aufhängte.